# Devene
Devene (bulgariska: Девене) är ett distrikt i Bulgarien.   Det ligger i kommunen Obsjtina Vratsa och regionen Vratsa, i den nordvästra delen av landet, 80 km norr om huvudstaden Sofia.
Trakten runt Devene består till största delen av jordbruksmark. Runt Devene är det ganska tätbefolkat, med 111 invånare per kvadratkilometer.